# 佐藤英之
佐藤 英之（さとう ひでゆき、1960年2月13日 - ）は、東京都出身のプロゴルファー。

## 来歴
歌舞伎町にある商店街で生まれ育った少年時代から勉強より運動が好きであり、中学生の頃に家族でボーリングに行った際、長い待ち時間に施設の屋上にあるゴルフ練習場に行ったのがゴルフとの出会いになった。
ゴルフ好きの父の影響で少しずつ興味を持つようになると、高校時代にはバレーボールに勤しむ傍ら、ゴルフ練習場でアルバイトも経験。
少しずつゴルフへの関心が高まり、成蹊大学ではゴルフ部に入部し、在学中最後の全国大会で準優勝となる。
卒業後は就職先の内定を辞退してプロを目指し、静岡県のゴルフ場で1年間働きながら、仕事前の早朝と仕事終わりに練習に打ち込む日々を過ごす。
1983年に23歳でプロテストに合格し、24歳からツアーに出始めると、1988年の関東プロでは最終日に65をマークして3日目25位タイから6位に浮上した。
1988年の兵庫県オープンでは井上久雄と共に初日を68でスタートし、最終日には渡辺司（西）・藤池昇と並んでの7位タイに入った。
1990年の水戸グリーンオープンで時任宏治・栗原孝・岩下吉久・高見和宏に次ぐ5位タイ、ミズノTOKYOオープンでは初日を橋本日都と共に68をマークして首位タイでスタートし、2日目には西川哲・中尾豊健と並んでの2位タイに着け、最終日には68をマークして3位に入った。同年にはグローイングツアーの後楽園カップに優勝するなどして、ランキング2位に入り、レギュラーツアーの出場権を獲得すると、1991年から3シーズンはシード選手としてプレー。
1991年にはテーラーメイドKSBオープンで丸山智弘・須貝昇・上野忠美と並んでの9位タイ、ブリヂストン阿蘇オープンで水巻善典・東聡・山本善隆・木村政信と並んでの9位タイに入った。
1991年の中日クラウンズでは3日目に65をマークして2日目40位タイから一気に尾崎直道、マイク・ハーウッド（オーストラリア）と並んでの7位タイに浮上し、最終日には倉本昌弘と並んでの8位タイに入った。
1991年のよみうりサッポロビールオープンでは初日82位タイ→2日目60位タイで迎えた3日目に68をマークして27位タイ、最終日には66をマークして一気に高橋勝成・中村通・山本善と並んでの3位タイに浮上した。
1991年にはフィランスロピータケダカップで最終日には67をマークして牧野裕と並んでの10位タイ、ジーン・サラゼン ジュンクラシックでは初見充宣・金子柱憲・山本治人と並んでの6位タイ、東海クラシックで高木祐二と並んでの7位タイに入った。
1993年のインペリアルトーナメントでは初日を6アンダー65の首位でスタートし、2日目には水巻に並ばれて首位タイとなるが、最終日には河村雅之と並んでの4位タイに入った。
1993年のブリヂストンオープンでは初日を飯合肇、バレント・フランクリン&リック・ギブソン（カナダ）、渡辺司・陳志忠（中華民国）・白浜育男と共に4アンダー68をマークして首位タイでスタートし、最終日には7位に入った。
1994年にはポカリスエットオープンでは奥田靖己・木村と並んでの9位タイ、ペプシ宇部では森茂則・重信秀人と並んでの7位タイ、よみうりオープンでは西川・井戸木鴻樹と並んでの9位タイに入った。
1996年にはデサントクラシック2位、JCBクラシック仙台では奥田・川岸良兼・高崎龍雄と並んでの5位タイに入り、ヨネックスオープン広島では3日目に通算9アンダーで2位に浮上し、最終日には逆転でツアー初優勝を飾る。住友VISA太平洋マスターズでは金子柱憲、ラリー・マイズ（アメリカ）と並んでの5位タイに入った。
1997年にはサントリーオープンで水巻、デビッド・イシイ（アメリカ）と並んでの3位タイ、全日空オープンでは佐藤信人と並んでの8位タイに入った。
2002年には日本プロでは初日を3アンダーの首位タイでスタートし、同年9月2日付で太平洋クラブ&アソシエイツ益子コースの支配人に就任した後の日本オープンでは2日目に通算4アンダーで3位に浮上。
2007年の日本プロを最後にレギュラーツアーから引退。
2018年からは栃木県さくら市の「セブンハンドレッドクラブ」所属となり、現在はマスター室スタッフとして勤務する傍ら、アカデミーで指導も行っている。

## 主な優勝
- 1990年 - '90後楽園カップ（第1回）
- 1996年 - 後楽園カップ（第1回）、広島オープン